# 尼庫瑙機場
尼庫瑙機場是一個位於基里巴斯尼庫瑙的機場，位於環礁的西面。

## 目的地
| 航空公司     | 目的地 |
| ------------ | ------ |
| 基里巴斯航空 | 貝魯   |